# Eiichiro Oda
Eiichiro Oda (n. 1 ianuarie 1975, Kumamoto, Japonia) este un artist manga japonez foarte bine cunoscut ca și creator al seriei One Piece(1997 - prezent). Cu peste 470 de milioane de exemplare în circulație la nivel mondial, One Piece este cea mai bine vanduta serie manga din toate timpurile.

## Biografie
Din copilărie Oda a fost inspirat de către Akira Toriyama să devină un artist manga. Amintidu-și de interesul său cu pirați, probabil a fost declanșată prin seria populară de animație TV intitulată Vicky Viking. El a prezentat un personaj numit Padaman pentru Yudetamago artistul manga pentru seria clasică Kinnikuman. Padaman nu a fost folosit numai într-un capitol manga dar se va întoarce mai târziu ca un personaj cameo recurent în propriile lucrări ale lui Oda.

## Carieră
La vârsta de 17 ani a prezentat lucrarea sa Wanted! și a câștigat mai multe premii inclusiv locul al doilea în râvnitul premiu Tezuka. El a avut un loc de muncă la revista Weekly Shonen Jump, unde a lucrat în calitate de asistent al lui Shinobu Kaitani la seriile Suizang Police Gang înaite de a trece la lucrările Jungle King Tar-chan și Mizu no Tomodachi Kappaman ale lui Masaya Tokuhiro care i-a dat o neașteptată influență asupra stilului său artistic. La vârsta de 19 ani, el a lucrat ca asistent al lui Nobuhiro Watsuki la Rurouri Keshin, înaite de a câștiga premiul Hop Step pentru artiști noi. În acest timp el a atras două benzi desenate cu povești tematice de pirați: "Romance Down" care a debutat în Akamaru Jump și Weekly Jump la sfârșitul anului 1996 și începutul anului 1997. "Romance Down" este cu trăsăturile protagonistului Monkey D. Luffy care mai târziu a devenit protagonistul din One Piece. În timp ce Oda a fost asistentul lui Watsuki, colegul lui a fost Hiroyuki Takei, precum și unul din cei mai buni prieteni.
În 1997, One Piece a apărut pentru prima dată în revista Weekly Shonen Jump și în promptitudine a devenit unul dintre cele mai populare manga din Japonia. Influența cea mai mare a fost a lui Akira Toriyama creatorul cunoscut pentru seria manga Dragon Ball și Dr.Slump. Într-un interviu cu Shonen Jump când a fost întrebat de artistul manga preferat de către alți autori el a declarat tot de Akira Toriyama.
Oda și Toriyama au dat lovitura la „Cross Epoch” care conține personajele din ,,Dragon Ball" ale lui Toriyama și cele din ,,One Piece" ale lui Oda.

## Creații manga
- Wanted!(1988 cărți cu povestiri scurte mai jos):
- Wanted!(1992)
- God's Present for the Future(1993)
- Ikki Yakou (1993)
- Monsters!(1994)
- Romance Down(versiunea 2,1996)
- One Piece (1997)
- Dragon Ball x One Piece Cross Epoch(2007)
- One Piece x Toriko (2011)

## Popularitate
Într-un sondaj de opinie din 2008 realizat de firma de cercetare în marketing Oricon, Oda a fost ales ca cel de-al cincilea artist manga preferat din Japonia. El și-a împărtășit locul cu Yoshihiro Togashi creatorul seriilor anime, manga YuYu Hakusho și Hunter x Hunter.